# رضا اصفهانی
رضا اصفهانی فرزند محمدصادق (۱۳۱۴-۱۹ آبان ۱۳۸۱) سیاستمدار ایرانی و نماینده دوره اول مجلس شورای اسلامی از حوزه انتخابیه ورامین با تعداد آراء: ۵۹٬۳۰۴ درصد آراء: ۶۲٫۷۰ بود.
وی چهار سال در نجف تحصیل کرد. نخستین کتابش در سال ۱۳۴۳ چاپ شد. بعد از تأسیس حسینیه ارشاد در آنجا به گفتن مسائل شرعی می‌پرداخت. کتاب اسلام برای همه چندین بار توسط حسینیه ارشاد منتشر کرد. وی از جمله کسانی بود که در اقتصاد اسلامی چند کتاب نوشت. علاوه بر نمایندگی مجلس مدتی نیز معاون وزارت کشاورزی بود. آخرین کتاب وی اخلاق برای همه از انتشارات روزنامه اطلاعات است.
وی در ۱۹ آبان ۱۳۸۱ درگذشت.